# 選抜高等学校野球大会 (北海道勢)
選抜高等学校野球大会における北海道勢の成績について記す。

## 大会結果
| 大会                 | 選出校                       | 試合結果 | 試合結果                          | 成績     |
| -------------------- | ---------------------------- | -------- | --------------------------------- | -------- |
| 1938年（第15回大会） | 北海中（初出場）             | 2回戦    | ● 3 - 8 明石中                    | 初戦敗退 |
| 1952年（第24回大会） | 函館西（初出場）             | 2回戦    | ● 0 - 1 静岡商                    | 初戦敗退 |
| 1953年（第25回大会） | 北海（15年ぶり2回目）        | 1回戦    | ● 0 - 3 伏見                      | 初戦敗退 |
| 1954年（第26回大会） | 北海（2年連続3回目）         | 2回戦    | ○ 4 - 1 滝川                      | ベスト8  |
| 1954年（第26回大会） | 北海（2年連続3回目）         | 準々決勝 | ● 3 - 4 熊本工                    | ベスト8  |
| 1955年（第27回大会） | 北見北斗（初出場）           | 2回戦    | ● 2 - 4 平安                      | 初戦敗退 |
| 1956年（第28回大会） | 苫小牧工（初出場）           | 2回戦    | ● 3 - 5 芦屋                      | 初戦敗退 |
| 1957年（第29回大会） | 苫小牧東（初出場）           | 1回戦    | ● 0 - 3 八幡商                    | 初戦敗退 |
| 1958年（第30回大会） | 函館工（初出場）             | 1回戦    | ● 0 - 2 御所実                    | 初戦敗退 |
| 1959年（第31回大会） | 苫小牧工（3年ぶり2回目）     | 2回戦    | ● 4 - 7 尼崎（延長16回）          | 初戦敗退 |
| 1960年（第32回大会） | 北海（6年ぶり4回目）         | 1回戦    | ○ 4 - 1 那覇                      | ベスト4  |
| 1960年（第32回大会） | 北海（6年ぶり4回目）         | 2回戦    | ○ 5 - 2 育英                      | ベスト4  |
| 1960年（第32回大会） | 北海（6年ぶり4回目）         | 準々決勝 | ○ 3 - 0 法政一                    | ベスト4  |
| 1960年（第32回大会） | 北海（6年ぶり4回目）         | 準決勝   | ● 0 - 2 高松商                    | ベスト4  |
| 1961年（第33回大会） | 北海（2年連続5回目）         | 1回戦    | ○ 9x - 8 御坊商工（延長10回）     | 2回戦    |
| 1961年（第33回大会） | 北海（2年連続5回目）         | 2回戦    | ● 1 - 4 法政二                    | 2回戦    |
| 1962年（第34回大会） | 北海（3年連続6回目）         | 1回戦    | ● 10 - 13 御所工                  | 初戦敗退 |
| 1963年（第35回大会） | 北海（4年連続7回目）         | 1回戦    | ○ 3x - 2 日南                     | 準優勝   |
| 1963年（第35回大会） | 北海（4年連続7回目）         | 2回戦    | ○ 5 - 3 PL学園                    | 準優勝   |
| 1963年（第35回大会） | 北海（4年連続7回目）         | 準々決勝 | ○ 5 - 1 享栄                      | 準優勝   |
| 1963年（第35回大会） | 北海（4年連続7回目）         | 準決勝   | ○ 8x - 7 早稲田実                 | 準優勝   |
| 1963年（第35回大会） | 北海（4年連続7回目）         | 決勝     | ● 0 - 10 下関商                   | 準優勝   |
| 1964年（第36回大会） | 北海（5年連続8回目）         | 1回戦    | ● 2 - 12 海南                     | 初戦敗退 |
| 1965年（第37回大会） | 苫小牧東（8年ぶり2回目）     | 2回戦    | ○ 6 - 1 塚原天竜                  | ベスト8  |
| 1965年（第37回大会） | 苫小牧東（8年ぶり2回目）     | 準々決勝 | ● 1 - 6 徳島商                    | ベスト8  |
| 1966年（第38回大会） | 室蘭工（初出場）             | 1回戦    | ○ 8 - 2 邇摩                      | 2回戦    |
| 1966年（第38回大会） | 室蘭工（初出場）             | 2回戦    | ● 2 - 10 土佐                     | 2回戦    |
| 1967年（第39回大会） | 札幌光星（初出場）           | 1回戦    | ● 0 - 6 新居浜商                  | 初戦敗退 |
| 1968年（第40回大会） | 苫小牧東（3年ぶり3回目）     | 1回戦    | ● 2 - 5 箕島                      | 初戦敗退 |
| 1969年（第41回大会） | 釧路第一（初出場）           | 1回戦    | ○ 2 - 0 帝京第五                  | 2回戦    |
| 1969年（第41回大会） | 釧路第一（初出場）           | 2回戦    | ● 0 - 8 堀越                      | 2回戦    |
| 1970年（第42回大会） | 網走南ヶ丘（初出場）         | 1回戦    | ● 0 - 15 天理                     | 初戦敗退 |
| 1971年（第43回大会） | 芦別工（初出場）             | 2回戦    | ● 1 - 5 近大付                    | 初戦敗退 |
| 1972年（第44回大会） | 苫小牧工（13年ぶり3回目）    | 1回戦    | ● 0 - 2 PL学園                    | 初戦敗退 |
| 1973年（第45回大会） | 函館有斗（初出場）           | 1回戦    | ○ 5 - 0 前原                      | 2回戦    |
| 1973年（第45回大会） | 函館有斗（初出場）           | 2回戦    | ● 3 - 6 今治西                    | 2回戦    |
| 1974年（第46回大会） | 函館有斗（2年連続2回目）     | 1回戦    | ● 2 - 4 池田                      | 初戦敗退 |
| 1974年（第46回大会） | 苫小牧工（2年ぶり4回目）     | 1回戦    | ● 0 - 2 広島商                    | 初戦敗退 |
| 1975年（第47回大会） | 札幌商（初出場）             | 1回戦    | ○ 2 - 0 伊都                      | 2回戦    |
| 1975年（第47回大会） | 札幌商（初出場）             | 2回戦    | ● 0 - 1x 報徳学園（延長12回）     | 2回戦    |
| 1975年（第47回大会） | 北海道日大（初出場）         | 1回戦    | ○ 9 - 6 東山                      | 2回戦    |
| 1975年（第47回大会） | 北海道日大（初出場）         | 2回戦    | ● 0 - 3 堀越                      | 2回戦    |
| 1976年（第48回大会） | 札幌商（2年連続2回目）       | 1回戦    | ● 0 - 5 智弁学園                  | 初戦敗退 |
| 1976年（第48回大会） | 函館有斗（2年ぶり3回目）     | 1回戦    | ● 1 - 2x 北陽（延長10回）         | 初戦敗退 |
| 1977年（第49回大会） | 北海道日大（2年ぶり2回目）   | 1回戦    | ● 1 - 4 丸亀商                    | 初戦敗退 |
| 1978年（第50回大会） | 東海大四（初出場）           | 2回戦    | ● 1 - 7 南陽工                    | 初戦敗退 |
| 1979年（第51回大会） | 室蘭大谷（初出場）           | 1回戦    | ● 1 - 4 尼崎北                    | 初戦敗退 |
| 1980年（第52回大会） | 東海大四（2年ぶり2回目）     | 1回戦    | ● 5 - 6x 広陵                     | 初戦敗退 |
| 1981年（第53回大会） | 北海道日大（4年ぶり3回目）   | 1回戦    | ● 2 - 3x 高松商                   | 初戦敗退 |
| 1981年（第53回大会） | 東海大四（2年連続3回目）     | 1回戦    | ● 1 - 8 延岡工                    | 初戦敗退 |
| 1982年（第54回大会） | 北海（18年ぶり9回目）        | 1回戦    | ● 2 - 3 岡山南                    | 初戦敗退 |
| 1983年（第55回大会） | 駒大岩見沢（初出場）         | 1回戦    | ○ 4 - 1 今治西                    | ベスト8  |
| 1983年（第55回大会） | 駒大岩見沢（初出場）         | 2回戦    | ○ 3 - 1 久留米商                  | ベスト8  |
| 1983年（第55回大会） | 駒大岩見沢（初出場）         | 準々決勝 | ● 0 - 2 横浜商                    | ベスト8  |
| 1984年（第56回大会） | 砂川北（初出場）             | 1回戦    | ● 7 - 18 PL学園                   | 初戦敗退 |
| 1985年（第57回大会） | 駒大岩見沢（2年ぶり2回目）   | 1回戦    | ○ 3 - 1 智弁和歌山                | 2回戦    |
| 1985年（第57回大会） | 駒大岩見沢（2年ぶり2回目）   | 2回戦    | ● 3 - 9 池田                      | 2回戦    |
| 1986年（第58回大会） | 函館有斗（10年ぶり4回目）    | 1回戦    | ○ 2 - 0 智弁学園                  | 2回戦    |
| 1986年（第58回大会） | 函館有斗（10年ぶり4回目）    | 2回戦    | ● 4 - 6 京都西                    | 2回戦    |
| 1987年（第59回大会） | 旭川竜谷（初出場）           | 1回戦    | ● 1 - 4 広島商                    | 初戦敗退 |
| 1988年（第60回大会） | 函館有斗（2年ぶり5回目）     | 2回戦    | ○ 7 - 3 柳川                      | 3回戦    |
| 1988年（第60回大会） | 函館有斗（2年ぶり5回目）     | 3回戦    | ● 2 - 5 東海大甲府                | 3回戦    |
| 1988年（第60回大会） | 北海（6年ぶり10回目）        | 2回戦    | ○ 4 - 0 西条農                    | 3回戦    |
| 1988年（第60回大会） | 北海（6年ぶり10回目）        | 3回戦    | ● 2 - 6 宇都宮学園                | 3回戦    |
| 1989年（第61回大会） | 東海大四（8年ぶり4回目）     | 1回戦    | ○ 10 - 8 八幡商                   | 2回戦    |
| 1989年（第61回大会） | 東海大四（8年ぶり4回目）     | 2回戦    | ● 1 - 5 横浜商                    | 2回戦    |
| 1989年（第61回大会） | 苫小牧工（15年ぶり5回目）    | 1回戦    | ○ 12 - 7 日高                     | 2回戦    |
| 1989年（第61回大会） | 苫小牧工（15年ぶり5回目）    | 2回戦    | ● 2 - 11 京都西                   | 2回戦    |
| 1990年（第62回大会） | 駒大岩見沢（5年ぶり3回目）   | 1回戦    | ● 1 - 11 近大付                   | 初戦敗退 |
| 1991年（第63回大会） | 旭川竜谷（4年ぶり2回目）     | 1回戦    | ● 1 - 5 箕島                      | 初戦敗退 |
| 1992年（第64回大会） | 駒大岩見沢（2年ぶり4回目）   | 1回戦    | ● 0 - 8 育英                      | 初戦敗退 |
| 1993年（第65回大会） | 駒大岩見沢（2年連続5回目）   | 2回戦    | ○ 3 - 2 大府                      | ベスト4  |
| 1993年（第65回大会） | 駒大岩見沢（2年連続5回目）   | 3回戦    | ○ 3 - 1 世田谷学園                | ベスト4  |
| 1993年（第65回大会） | 駒大岩見沢（2年連続5回目）   | 準々決勝 | ○ 12 - 4 八幡商                   | ベスト4  |
| 1993年（第65回大会） | 駒大岩見沢（2年連続5回目）   | 準決勝   | ● 4 - 11 上宮                     | ベスト4  |
| 1993年（第65回大会） | 知内（初出場）               | 1回戦    | ● 3 - 6 浜松商                    | 初戦敗退 |
| 1994年（第66回大会） | 滝川西（初出場）             | 1回戦    | ● 7 - 8x 神戸弘陵（延長10回）     | 初戦敗退 |
| 1995年（第67回大会） | 北海（7年ぶり11回目）        | 1回戦    | ● 3 - 4 報徳学園                  | 初戦敗退 |
| 1996年（第68回大会） | 駒大岩見沢（3年ぶり6回目）   | 1回戦    | ● 2 - 3 高陽東                    | 初戦敗退 |
| 1997年（第69回大会） | 函館大有斗（9年ぶり6回目）   | 1回戦    | ○ 6x - 5 郡山                     | 2回戦    |
| 1997年（第69回大会） | 函館大有斗（9年ぶり6回目）   | 2回戦    | ● 1 - 8 春日部共栄                | 2回戦    |
| 1998年（第70回大会） | 北照（初出場）               | 2回戦    | ● 2 - 3 郡山                      | 初戦敗退 |
| 1998年（第70回大会） | 苫小牧東（30年ぶり4回目）    | 2回戦    | ● 1 - 7 浦和学院                  | 初戦敗退 |
| 1999年（第71回大会） | 駒大岩見沢（3年ぶり7回目）   | 1回戦    | ○ 14 - 5 神戸弘陵                 | 2回戦    |
| 1999年（第71回大会） | 駒大岩見沢（3年ぶり7回目）   | 2回戦    | ● 3 - 8 市川                      | 2回戦    |
| 2000年（第72回大会） | 北照（2年ぶり2回目）         | 1回戦    | ○ 8 - 4 橿原（延長11回）          | 2回戦    |
| 2000年（第72回大会） | 北照（2年ぶり2回目）         | 2回戦    | ● 3 - 4 福島商                    | 2回戦    |
| 2001年（第73回大会） | 東海大四（12年ぶり5回目）    | 1回戦    | ○ 6 - 2 東邦                      | 2回戦    |
| 2001年（第73回大会） | 東海大四（12年ぶり5回目）    | 2回戦    | ● 4 - 6 水戸商                    | 2回戦    |
| 2002年（第74回大会） | 札幌日大（初出場）           | 1回戦    | ● 2 - 8 津田学園                  | 初戦敗退 |
| 2002年（第74回大会） | 鵡川（21世紀枠・初出場）     | 1回戦    | ○ 12 - 8 三木                     | 2回戦    |
| 2002年（第74回大会） | 鵡川（21世紀枠・初出場）     | 2回戦    | ● 0 - 1 広島商                    | 2回戦    |
| 2003年（第75回大会） | 駒大苫小牧（初出場）         | 2回戦    | ● 1 - 2 藤代                      | 初戦敗退 |
| 2003年（第75回大会） | 旭川実（希望枠・初出場）     | 2回戦    | ● 1 - 8 広陵                      | 初戦敗退 |
| 2004年（第76回大会） | 鵡川（2年ぶり2回目）         | 1回戦    | ○ 6 - 3 八幡浜                    | 2回戦    |
| 2004年（第76回大会） | 鵡川（2年ぶり2回目）         | 2回戦    | ● 1 - 2 社（延長14回）            | 2回戦    |
| 2005年（第77回大会） | 駒大苫小牧（2年ぶり2回目）   | 1回戦    | ○ 2 - 1 戸畑                      | 2回戦    |
| 2005年（第77回大会） | 駒大苫小牧（2年ぶり2回目）   | 2回戦    | ● 0 - 4 神戸国際大付              | 2回戦    |
| 2006年（第78回大会） | 北海道栄（25年ぶり4回目）    | 1回戦    | ● 0 - 7 早稲田実                  | 初戦敗退 |
| 2006年（第78回大会） | 旭川実（3年ぶり2回目）       | 1回戦    | ● 1 - 2 北大津                    | 初戦敗退 |
| 2007年（第79回大会） | 旭川南（初出場）             | 1回戦    | ● 0 - 1 創造学園大付              | 初戦敗退 |
| 2008年（第80回大会） | 駒大岩見沢（9年ぶり8回目）   | 1回戦    | ● 2 - 3 成章                      | 初戦敗退 |
| 2009年（第81回大会） | 鵡川（5年ぶり3回目）         | 1回戦    | ● 0 - 5 花巻東                    | 初戦敗退 |
| 2010年（第82回大会） | 北照（10年ぶり3回目）        | 1回戦    | ○ 2 - 0 秋田商                    | ベスト8  |
| 2010年（第82回大会） | 北照（10年ぶり3回目）        | 2回戦    | ○ 5 - 4 自由ケ丘                  | ベスト8  |
| 2010年（第82回大会） | 北照（10年ぶり3回目）        | 準々決勝 | ● 1 - 10 大垣日大                 | ベスト8  |
| 2011年（第83回大会） | 北海（16年ぶり12回目）       | 1回戦    | ○ 2 - 1 創志学園                  | ベスト8  |
| 2011年（第83回大会） | 北海（16年ぶり12回目）       | 2回戦    | ○ 1 - 0 天理                      | ベスト8  |
| 2011年（第83回大会） | 北海（16年ぶり12回目）       | 準々決勝 | ● 4 - 5 九州国際大付              | ベスト8  |
| 2012年（第84回大会） | 北照（2年ぶり4回目）         | 1回戦    | ● 0 - 3 光星学院                  | 初戦敗退 |
| 2012年（第84回大会） | 女満別（21世紀枠・初出場）   | 1回戦    | ● 0 - 6 九州学院                  | 初戦敗退 |
| 2013年（第85回大会） | 北照（2年連続5回目）         | 2回戦    | ○ 7 - 0 菰野                      | ベスト8  |
| 2013年（第85回大会） | 北照（2年連続5回目）         | 3回戦    | ○ 6 - 3 尚志館                    | ベスト8  |
| 2013年（第85回大会） | 北照（2年連続5回目）         | 準々決勝 | ● 0 - 10 浦和学院                 | ベスト8  |
| 2013年（第85回大会） | 遠軽（21世紀枠・初出場）     | 1回戦    | ○ 3 - 0 いわき海星                | 2回戦    |
| 2013年（第85回大会） | 遠軽（21世紀枠・初出場）     | 2回戦    | ● 1 - 11 大阪桐蔭                 | 2回戦    |
| 2014年（第86回大会） | 駒大苫小牧（9年ぶり3回目）   | 1回戦    | ○ 3 - 0 創成館                    | 2回戦    |
| 2014年（第86回大会） | 駒大苫小牧（9年ぶり3回目）   | 2回戦    | ● 6 - 7x 履正社                   | 2回戦    |
| 2015年（第87回大会） | 東海大四（14年ぶり6回目）    | 1回戦    | ○ 3 - 0 豊橋工                    | 準優勝   |
| 2015年（第87回大会） | 東海大四（14年ぶり6回目）    | 2回戦    | ○ 3 - 2 松山東                    | 準優勝   |
| 2015年（第87回大会） | 東海大四（14年ぶり6回目）    | 準々決勝 | ○ 1 - 0 健大高崎                  | 準優勝   |
| 2015年（第87回大会） | 東海大四（14年ぶり6回目）    | 準決勝   | ○ 3 - 1 浦和学院                  | 準優勝   |
| 2015年（第87回大会） | 東海大四（14年ぶり6回目）    | 決勝     | ● 1 - 3 敦賀気比                  | 準優勝   |
| 2016年（第88回大会） | 札幌第一（初出場）           | 1回戦    | ● 2 - 5 木更津総合                | 初戦敗退 |
| 2017年（第89回大会） | 札幌第一（2年連続2回目）     | 1回戦    | ● 1 - 11 健大高崎                 | 初戦敗退 |
| 2018年（第90回大会） | 駒大苫小牧（4年ぶり4回目）   | 2回戦    | ● 0 - 7 静岡                      | 初戦敗退 |
| 2019年（第91回大会） | 札幌大谷（初出場）           | 1回戦    | ○ 4 - 1 米子東                    | 2回戦    |
| 2019年（第91回大会） | 札幌大谷（初出場）           | 2回戦    | ● 1 - 2 明豊                      | 2回戦    |
| 2019年（第91回大会） | 札幌第一（2年ぶり3回目）     | 1回戦    | ● 5 - 24 山梨学院                 | 初戦敗退 |
| 2020年（第92回大会） | 白樺学園（初出場）           | （中止） | （中止）                          | 交流試合 |
| 2020年（第92回大会） | 帯広農（21世紀枠・初出場）   | （中止） | （中止）                          | 交流試合 |
| 2021年（第93回大会） | 北海（10年ぶり13回目）       | 1回戦    | ● 2 - 3x 神戸国際大付（延長10回） | 初戦敗退 |
| 2022年（第94回大会） | クラーク国際（初出場）       | 1回戦    | ● 2 - 3x 九州国際大付（延長10回） | 初戦敗退 |
| 2023年（第95回大会） | クラーク国際（2年連続2回目） | 2回戦    | ● 1 - 3 沖縄尚学                  | 初戦敗退 |
| 2024年（第96回大会） | 北海（3年ぶり14回目）        | 1回戦    | ● 1 - 7 大阪桐蔭                  | 初戦敗退 |
| 2024年（第96回大会） | 別海（21世紀枠・初出場）     | 1回戦    | ● 0 - 7 創志学園                  | 初戦敗退 |
| 2025年（第97回大会） | 東海大札幌（10年ぶり7回目）  | 1回戦    | ○ 7 - 6 日本航空石川              | 2回戦    |
| 2025年（第97回大会） | 東海大札幌（10年ぶり7回目）  | 2回戦    | ● 2 - 8 浦和実                    | 2回戦    |

## 通算成績
| 出場 | 試合 | 勝利 | 敗戦 | 引分 | 勝率 | 優勝 | 準優勝 | ベスト4 | ベスト8 |
| ---- | ---- | ---- | ---- | ---- | ---- | ---- | ------ | ------- | ------- |
| 91   | 136  | 47   | 89   | 0    | .346 | 0    | 2      | 2       | 6       |

## 学校別成績
| 校名         | 出場 | 勝敗     | 直近出場 | 最高成績 | 前身校     |
| ------------ | ---- | -------- | -------- | -------- | ---------- |
| 北海         | 14回 | 12勝14敗 | 2024年   | 準優勝   | 北海中     |
| 駒大岩見沢   | 8回  | 7勝8敗   | 2008年   | ベスト4  |            |
| 東海大札幌   | 7回  | 7勝7敗   | 2025年   | 準優勝   | 東海大四   |
| 函館大有斗   | 6回  | 4勝6敗   | 1997年   | 3回戦    | 函館有斗   |
| 北照         | 5回  | 5勝5敗   | 2013年   | ベスト8  |            |
| 苫小牧工     | 5回  | 1勝5敗   | 1989年   | 2回戦    |            |
| 苫小牧東     | 4回  | 1勝4敗   | 1998年   | ベスト8  |            |
| 駒大苫小牧   | 4回  | 2勝4敗   | 2018年   | 2回戦    |            |
| 北海道栄     | 4回  | 1勝4敗   | 2006年   | 2回戦    | 北海道日大 |
| 鵡川         | 3回  | 2勝3敗   | 2009年   | 2回戦    |            |
| 札幌第一     | 3回  | 0勝3敗   | 2019年   | 初戦敗退 |            |
| 北海学園札幌 | 2回  | 1勝2敗   | 1976年   | 2回戦    | 札幌商     |
| クラーク国際 | 2回  | 0勝2敗   | 2023年   | 初戦敗退 |            |
| 旭川実       | 2回  | 0勝2敗   | 2006年   | 初戦敗退 |            |
| 旭川龍谷     | 2回  | 0勝2敗   | 1987年   | 初戦敗退 | 旭川竜谷   |
| 札幌大谷     | 1回  | 1勝1敗   | 2019年   | 2回戦    |            |
| 遠軽         | 1回  | 1勝1敗   | 2013年   | 2回戦    |            |
| 網走南ヶ丘   | 1回  | 1勝1敗   | 1970年   | 2回戦    |            |
| 釧路江南     | 1回  | 1勝1敗   | 1969年   | 2回戦    | 釧路第一   |
| 室蘭工       | 1回  | 1勝1敗   | 1966年   | 2回戦    |            |
| 白樺学園     | 1回  | 0勝0敗   | 2020年   | 中止     |            |
| 帯広農       | 1回  | 0勝0敗   | 2020年   | 中止     |            |
| 別海         | 1回  | 0勝1敗   | 2024年   | 初戦敗退 |            |
| 女満別       | 1回  | 0勝1敗   | 2012年   | 初戦敗退 |            |
| 旭川南       | 1回  | 0勝1敗   | 2007年   | 初戦敗退 |            |
| 札幌日大     | 1回  | 0勝1敗   | 2002年   | 初戦敗退 |            |
| 滝川西       | 1回  | 0勝1敗   | 1994年   | 初戦敗退 |            |
| 知内         | 1回  | 0勝1敗   | 1993年   | 初戦敗退 |            |
| 砂川         | 1回  | 0勝1敗   | 1984年   | 初戦敗退 | 砂川北     |
| 大谷室蘭     | 1回  | 0勝1敗   | 1979年   | 初戦敗退 | 室蘭大谷   |
| 芦別総合技術 | 1回  | 0勝1敗   | 1971年   | 初戦敗退 | 芦別工     |
| 札幌光星     | 1回  | 0勝1敗   | 1967年   | 初戦敗退 |            |
| 函館工       | 1回  | 0勝1敗   | 1958年   | 初戦敗退 |            |
| 北見北斗     | 1回  | 0勝1敗   | 1955年   | 初戦敗退 |            |
| 函館西       | 1回  | 0勝1敗   | 1952年   | 初戦敗退 |            |